# Cyndaquil
Cyndaquil (japanski: ヒノアラシ Hinoarashi) jedan je od 1025 fiktivnih vrsta Pokémona iz medijske franšize Pokémon, skupa Pokémon videoigara, animiranih serija, manga stripova, knjiga, igraćih karata i drugih medija kojima je tvorac Satoshi Tajiri. Svrha je Cyndaquila u videoigrama, animiranoj seriji i manga stripovima, kao i svrha ostalih Pokémona, borba s divljim Pokémonima – neukroćenim stvorenjima koje igrači i likovi pronalaze dok kreću na razne avanture – i pripitomljenim Pokémonima drugih Pokémon trenera.

## Etimologijaimena
Ime Cyndaquil dolazi od kombinacije engleskih riječi "cinder" = pepeo, i "quill" = bodljika, što se odnosi na vatrene bodlje na njegovim leđima. Njegovo ime mogla bi biti dosjetka na englesku riječ "echidna", malenog sisavca s bodljama koji ima neke sličnosti s Cyndaquilom.
Japansko ime Cyndaquila glasi Hinoarashi. Dolazi od japanske fraze "hi no arashi". "Hi" znači vatra, plamen ili buktinja, "no" je posvojna gramatička čestica, i "arashi" znači oluja ili nepogoda. Fraza se može prevesti na hrvatski jezik, te glasi "Vatrena oluja". Istovremeno, to je dosjetka na riječ yamaarashi, vrstu glodavca koja podsjeća na ježa.

## Pokédex podaci
- Pokémon Gold: Plašljiv je i uvijek se sklupča u zaštitno klupko. Ako je napadnut, njegova se leđa rasplamsaju radi zaštite.
- Pokémon Silver: U normalnim je okolnostima pognut. Ako je ljut ili iznenađen, izbacuje plamenove iz svojih leđa.
- Pokémon Crystal: Vatra koja plamsa iz njegovih leđa gori snažnije i intenzivnijom toplinom kada je ljut. Plamenovi su oblik zastrašivanja protivnika.
- Pokémon Ruby/Sapphire: Cyndaquil se štiti izbacivanjem vrućih plamenova iz svojih leđa. Plamenovi su intenzivni ako je Cyndaquil razjaren. No, ako je umoran, plamenovi se tek povremeno pojavljuju uz nepotpuno izgaranje.
- Pokémon Emerald: Cyndaquil se štiti izbacivanjem vrućih plamenova iz svojih leđa. Plamenovi su intenzivni ako je Cyndaquil razjaren. No, ako je umoran, plamenovi se tek povremeno pojavljuju uz nepotpuno izgaranje.
- Pokémon FireRed: U normalnim je okolnostima pognut. Ako je ljut ili iznenađen, izbacuje plamenove iz svojih leđa.
- Pokémon LeafGreen: Plašljiv je i uvijek se sklupča u zaštitno klupko. Ako je napadnut, njegova se leđa rasplamsaju radi zaštite.
- Pokémon Diamond/Pearl: Plašljive je naravi. Ako je prestrašen, vatra na njegovim leđima plamsa intenzivnije.

## U videoigrama
U igrama Pokémon Gold i Silver te Pokémon Crystal, Cyndaquil je jedan od početnih Pokémona, tj. jedan od Pokémona s kojim igrač započinje igru. Poké lopta koja sadržava Cyndaquila (jedinog u čitavoj igri) nalazi se u laboratoriju profesora Elma u gradu New Bark. Ako igrač odabere Cyndaquila, njegov će protivnik ukrasti Totodilea. Cyndaquil će biti na 5. razini, što je slučaj s gotovo svim početnim Pokémonima
U igrama HeartGold i SoulSilver, Cyndaquila je moguće pronaći (kao u igrama Pokémon Gold i Silver) unutar laboratorija profesora Elma, kao jednog od ponuđenih početnih Pokémona.
Cyndaquil je smatran pogodnim izborom početnog Pokémona, zbog prednosti nad određenim dvoranama te ranog razvitka u drugi stupanj evolucijskog lanca. 
U Pokémon Emerald videoigri, Prof. Birch dopušta igraču da bira između Cyndaquila, Totodilea i Chikorite nakon popunjavanja Hoenn Pokédexa. U Pokémon XD: Gale of Dakness, pobijedivši Mt. Battle, profesor dopušta igraču da izabere Cyndaquila s tehnikom Eksplozivnog žiga (Blast Burn).

## Tehnike
| Prirodne tehnike                   | Prirodne tehnike | Prirodne tehnike |
| ---------------------------------- | ---------------- | ---------------- |
| Tehnika                            | Vrsta tehnike    | Razina           |
| Obaranje (Tackle)                  | Normalni         |                  |
| Opaki pogled (Leer)                | Normalni         |                  |
| Dimna zavjesa (SmokeScreen)        | Normalni         | 4                |
| Žeravica (Ember)                   | Vatreni          | 10               |
| Brzi napad (Quick Attack)          | Normalni         | 13               |
| Plameni kotač (Flame Wheel)        | Vatreni          | 19               |
| Obrambeno kovrčanje (Defense Curl) | Normalni         | 22               |
| Brzi okret (Swift)                 | Normalni         | 28               |
| Izljev lave (Lava Plume)           | Vatreni          | 31               |
| Bacač plamena (Flamethrower)       | Vatreni          | 37               |
| Kotrljanje (Rollout)               | Kameni           | 40               |
| Dvostruka oštrica (Double-Edge)    | Normalni         | 46               |
| Erupcija (Eruption)                | Vatreni          | 49               |

## Statistike
| HP:      | 39 |  |
| Attack:  | 52 |  |
| Defense: | 43 |  |
| SpAtk:   | 60 |  |
| SpDef:   | 50 |  |
| Speed:   | 65 |  |

Statistika Special korištena je samo tijekom prve generacije; kasnije je podijeljenja na Special Attack i Special Defense statistike.

## U animiranoj seriji
Cyndaquil se u Pokémon animiranoj seriji pojavljivao mnogo puta, većinom pod Ashovom kontrolom. Njegov se Cyndaquil, u usporedbi s njegovom Chikoritom i Totodileom, ponekad činio slabim i sramežljivim. U početku, trebalo mu je malo vremena da se zagrije prije korištenja Vatrenih napada.
Cyndaquilovo prvo pojavljivanje bilo je u epizodi 143, gdje su se Ash i još jedan Pokémon trener i njegov Sandslash 
natjecali kako bi uhvatili Cyndaquila. Ash je na kraju pobijedio i spasio Cyndaquila, bacivši Poké loptu na njega nakon još jedne eksplozije Tima Raketa, kada je bio preblizu eksplozije, te ga spasio od ozljeda. Ash je mnogo puta koristio Cyndaquila u Johto borbama, uključujući onu za njegov bedž Dvorane grada Olivinea, protiv Jasmininog Steelixa, kada je i pobijedio. Cyndaquil je trenutačno u laboratoriju Prof. Oaka jer je Ash odlučio tamo ostaviti sve svoje Pokémone, osim Pikachua, prije svojih avantura u Hoennu.